# Grand-Prix-Saison 1914

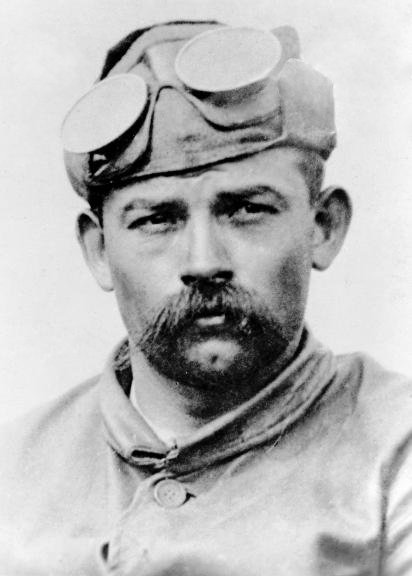
Sieger in Frankreich: Christian Friedrich Lautenschlager

Höhepunkt der Motorsport-Saison 1914 war wie üblich der Grand Prix de l’ACF, der in diesem Jahr auf dem Circuit de Lyon ausgetragen wurde. Dazu fanden sieben weitere bedeutende Rennen statt, vier davon in den USA.

## Rennkalender

### Grandes Épreuves
|   | Datum  | Rennen               | Strecke         | Sieger                                        | Statistik |
| - | ------ | -------------------- | --------------- | --------------------------------------------- | --------- |
| 1 | 04.07. | Großer Preis des ACF | Circuit de Lyon | Christian Friedrich Lautenschlager (Mercedes) | Statistik |

### Weitere Rennen
| Datum      | Rennen                             | Strecke                       | Sieger                        | Statistik |
| ---------- | ---------------------------------- | ----------------------------- | ----------------------------- | --------- |
| 26.02.     | Vanderbilt Cup                     | Santa Monica Road Race Course | Ralph DePalma (Mercedes)      | Statistik |
| 28.02.     | Großer Preis von Amerika           | Santa Monica Road Race Course | Eddie Pullen (Mercer)         | Statistik |
| 30.05.     | International 500 Mile Sweepstakes | Indianapolis Motor Speedway   | René Thomas (Delage)          | Statistik |
| 31.05.     | Coppa Florio                       | Grande circuito delle Madonie | Felice Nazzaro (Nazzaro)      |           |
| 31.05.     | Großer Preis von Russland          | Sankt Petersburg              | Willy Scholl (Benz)           | Statistik |
| 10.–11.06. | RAC Tourist Trophy                 | Snaefell Mountain Course      | Kenelm Lee Guinness (Sunbeam) | Statistik |
| 22.08.     | Elgin National Trophy              | Elgin Road Race Course        | Ralph DePalma (Mercedes)      |           |